# Pseudicius datuntatus
Pseudicius datuntatus là một loài nhện trong họ Salticidae.
Loài này thuộc chi Pseudicius. Pseudicius datuntatus được Dmitri Viktorovich Logunov & Zamanpoore miêu tả năm 2005.